# Calblanque, Monte de las Cenizas y Peña del Águila
El parque de Calblanque, Monte de las Cenizas y Peña del Águila se encuentra situado en el sector oriental de la Sierra minera de Cartagena-La Unión, cerca del Mar Menor y Cabo de Palos, entre los municipios de Cartagena y La Unión en la comunidad autónoma de Murcia en España. Casi la totalidad de la superficie del parque se ubica en el municipio de Cartagena.
Por la importancia de su diversidad biológica y la presencia de numerosos endemismos botánicos, está protegido por la legislación de la comunidad autónoma de la Región de Murcia (Ley de Ordenación y Protección del Territorio de la Región de Murcia de 1992) como parque regional. Además, está declarado LIC (Lugar de Importancia Comunitaria). 
Se propuso su declaración como Reserva de la biosfera por la Unesco, pero quedó frustrada debido a los intereses y actividades industriales del municipio de Cartagena y La Unión. 
La construcción prevista del puerto de contenedores del Gorguel, la ampliación de las actividades industriales de Cartagena, el proyecto de reestructuración de la bahía de Portman, o bien la transformación del aliviadero de aguas pluviales en Cala Reona en emisario submarino de aguas residuales fecales, son incompatibles con la declaración de Calblanque como reserva de la biosfera.

## Características
El Humedal de las Salinas de Rasall o Calblanque se sitúa en la parte sur de la laguna y pertenece al parque de Calblanque, Monte de las Cenizas y Peña del Águila; la otra parte de las laderas pertenecen a la cuenca del mar Mediterráneo. Este espacio presenta una gran diversidad ecológica y ambiental: dispone de sistemas de dunas, arenales, saladares, charcas salineras, calas y acantilados. En el parque y sus proximidades se han estado realizando explotaciones mineras desde la época romana. En sus inmediaciones se encuentra la bahía de Portmán, en la que se produjo un importante desastre ecológico.

## Geología
Este parque regional se sitúa en el sector oriental de la sierra de Cartagena, sierra que constituye una de las últimas estribaciones de las Cordilleras Béticas, formadas en el terciario, durante la denominada orogenia alpina, por colisión de las placas tectónicas europea y africana.
Está compuesta por dos unidades tectónicas superpuestas y:
- Una muy antigua perteneciente al complejo nevado-filábride, formada durante el paleozoico y compuesta por materiales metamórficos, micaesquistos principalmente. Aflora en forma de rocas de aspecto pizarroso muy oscuro en la zona más oriental de la sierra, en el entorno de Calblanque, Cala Reona y Cabo de Palos.

- Otra sección más moderna, formada durante el triásico y correspondiente al complejo alpujárride que se superpone en forma de manto al anterior. Está formada fundamentalmente por rocas metamórficas y sedimentarias, calizas principalmente. Aflora en el Monte de las Cenizas y continúa por la zona de Portmán.

Aunque en definitiva, el tesoro de Calblanque son sus dunas fósiles situadas tras la primera línea de dunas móviles que no debemos pisar para no degradarlas.Cuando éstas están próximas al mar, éste se encarga de erosionarlas y darles formas caprichosas.

### Flora
Este parque regional contiene una gran diversidad de especies botánicas en sus diferentes ecosistemas. Son particularmente importantes los endemismos e iberoafricanismos, entre los que destaca la joya botánica del parque, el araar, sabina mora o ciprés de Cartagena (Tetraclinis articulata), reliquia vegetal de la era terciaria.. Un endemismo destacado es la Jara de Cartagena que se encuentra en grave peligro de extinción después de producirse un incendio en la zona en 1988.
Junto al ciprés de Cartagena abundan los palmitos, artos (Maytenus senegalensis), cornicales (Periploca angustifolia) y aliagas (Calicotome intermedia). Hay también zonas boscosas de pino carrasco, y son muy frecuentes las higueras y algarrobos
Las plantas que abundan en las dunas fósiles son típicamente rupícolas siendo algunas de ellas carnosas como el hinojo marítimo y otras rastreras como la margarita de mar.

### Fauna
Mamíferos: zorro y conejo, también habitan en ella el tejón y la garduña. 
Aves: En la zona de sierra litoral habitan el halcón peregrino, búho real y el águila perdicera. En la zona de las salinas del Rasall, un ecosistema muy deteriorado, podemos encontrar: cigüeñuelas, flamencos, garcetas, avocetas, chorlitejos, archibebes y gaviotas, además de tarros blancos.
Reptiles: lagartija cenicienta, lagartija colirroja, eslizón ibérico, camaleón común y el lagarto ocelado.
Peces: Destaca en las salinas la presencia del fartet, pez endémico del sureste de España, en peligro de extinción.

## Galería de fotos

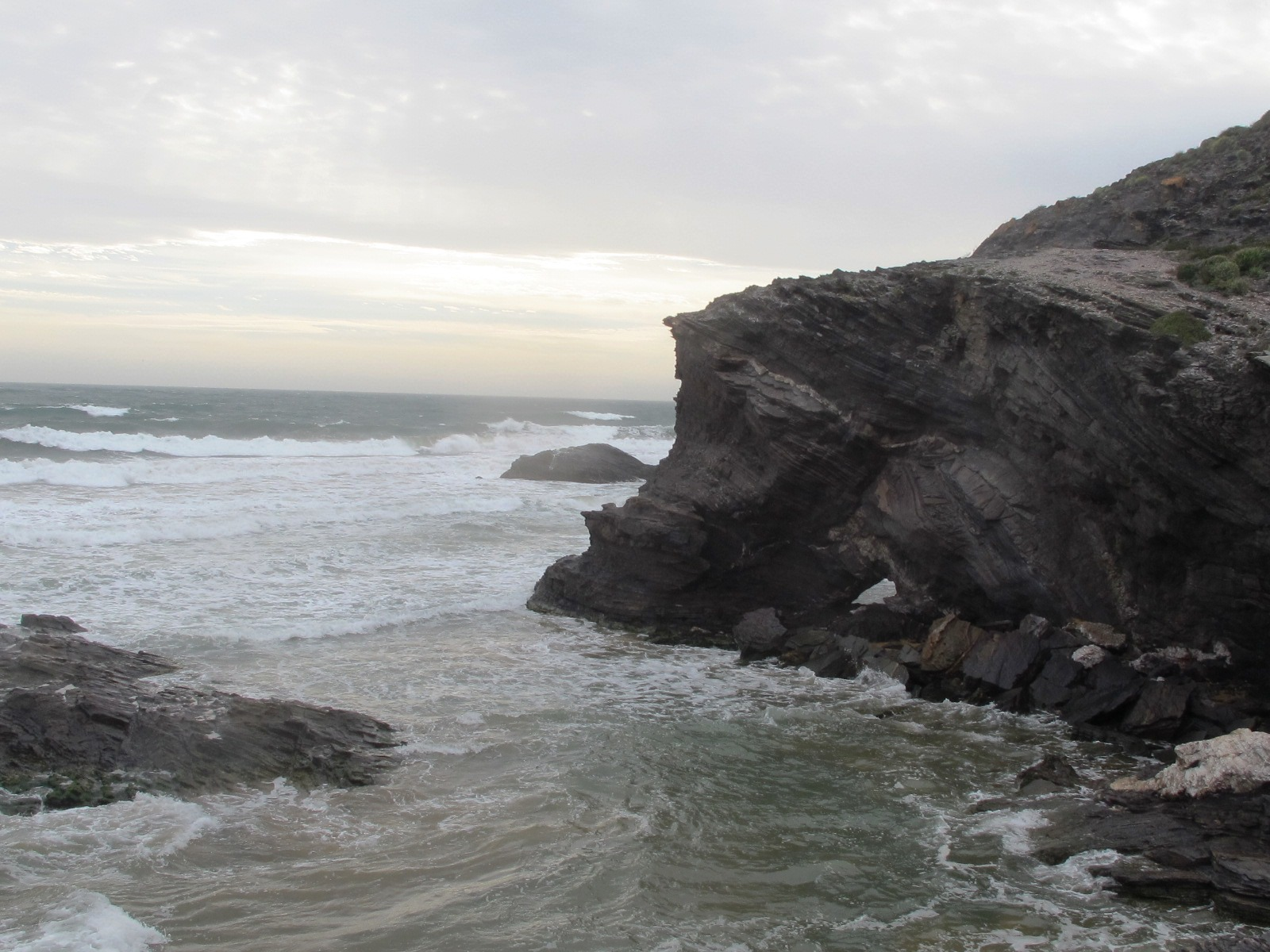
Acantilado de rocas metamórficas de Calblanque
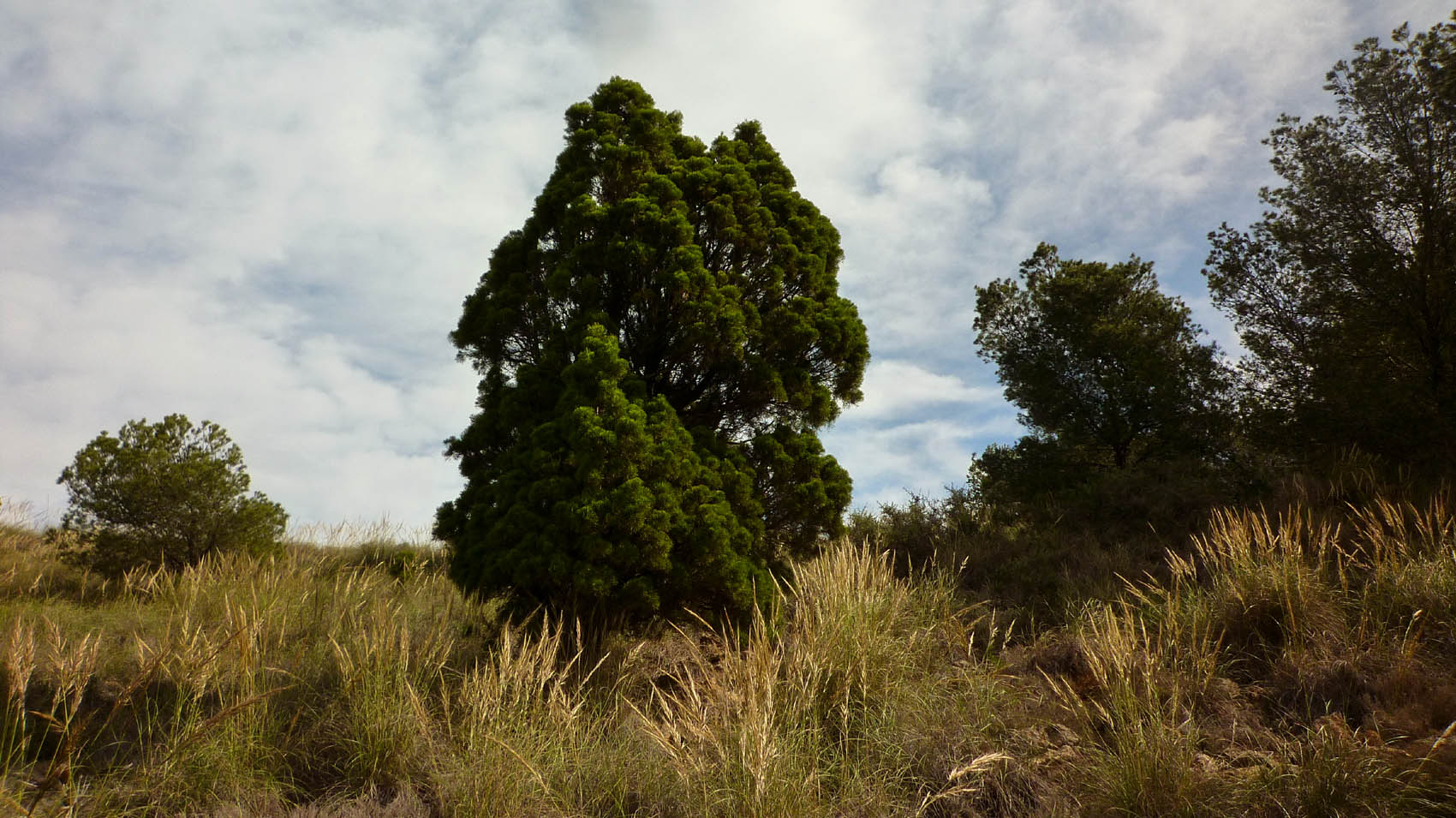
Tetraclinis articulata (Sabina mora o ciprés de Cartagena) en el Monte de las Cenizas.
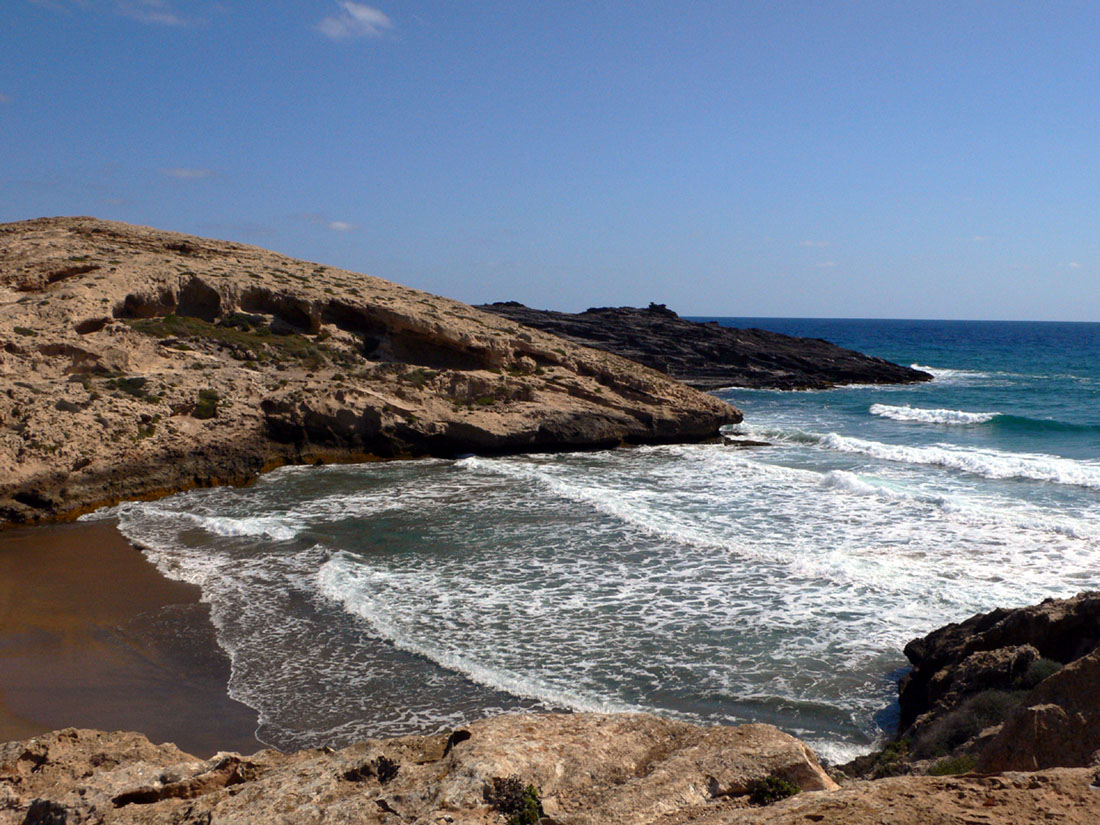
Cala dorada en el sector oriental del parque.
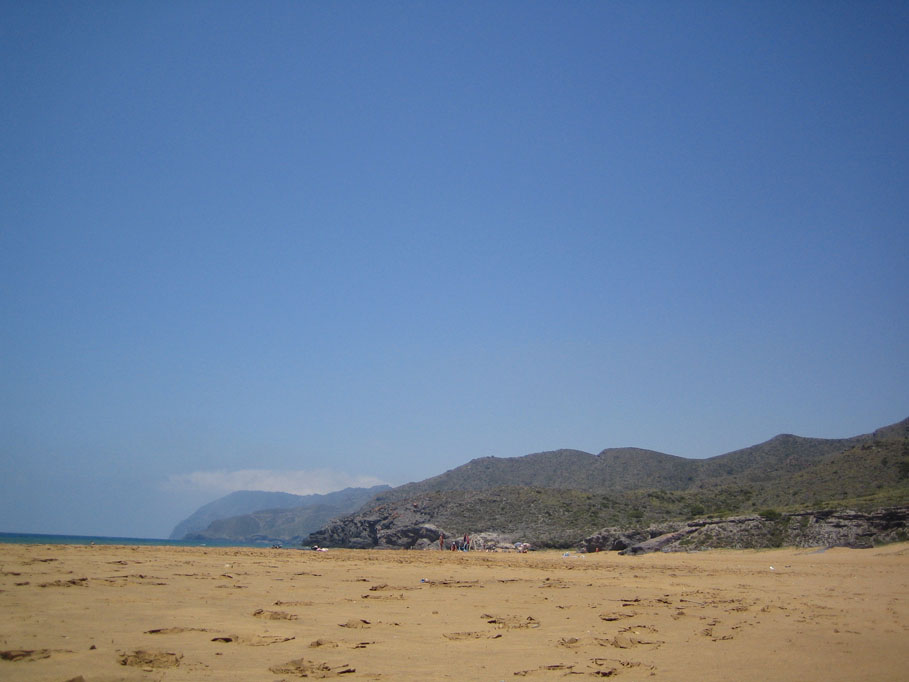
Playa de Calblanque y, al fondo, el Monte de las Cenizas.
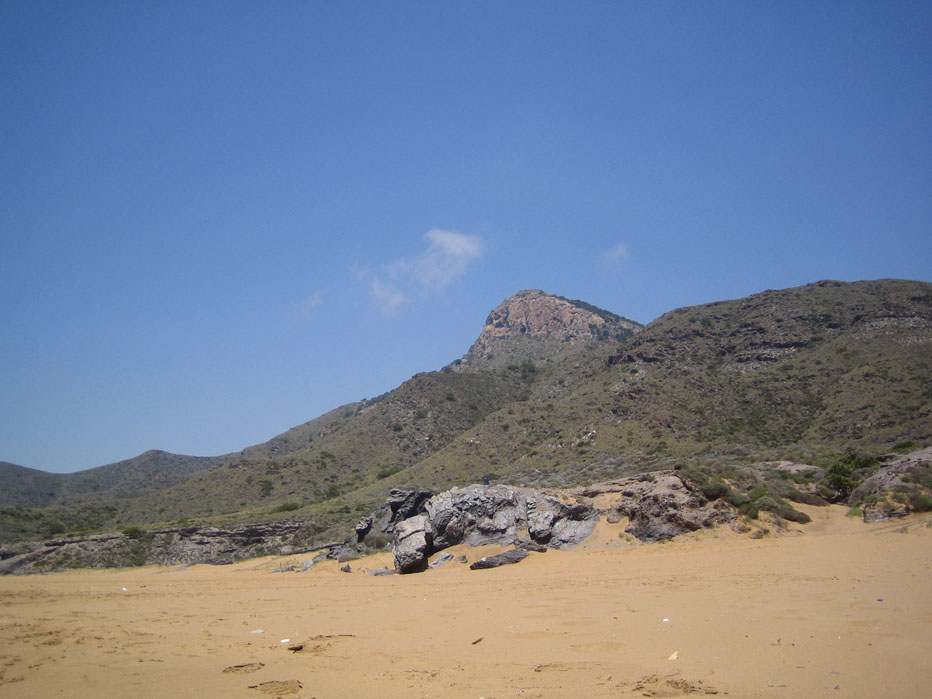
Cabezo de la Fuente.
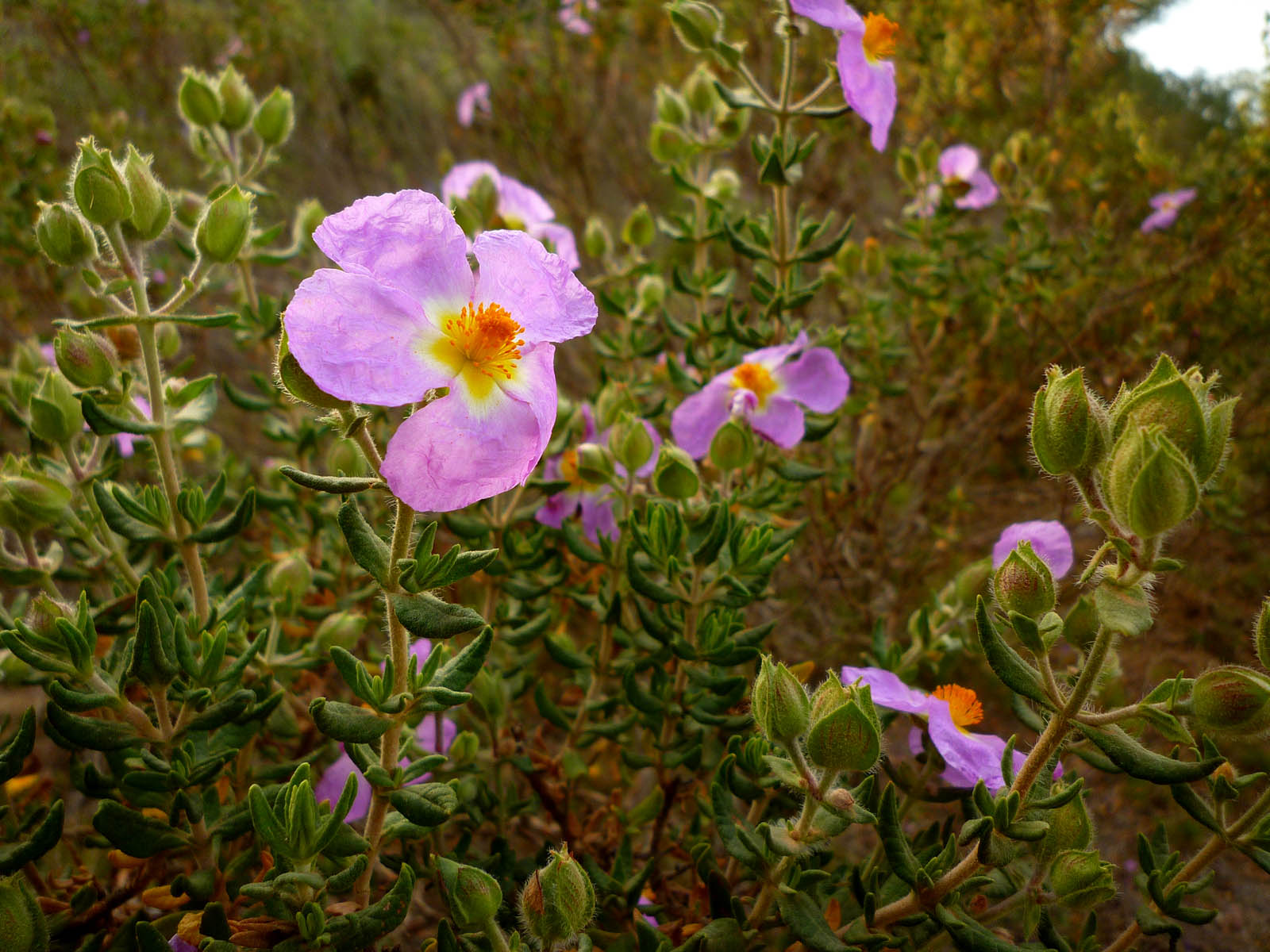
Jara de Cartagena (Cistus heterophyllus)
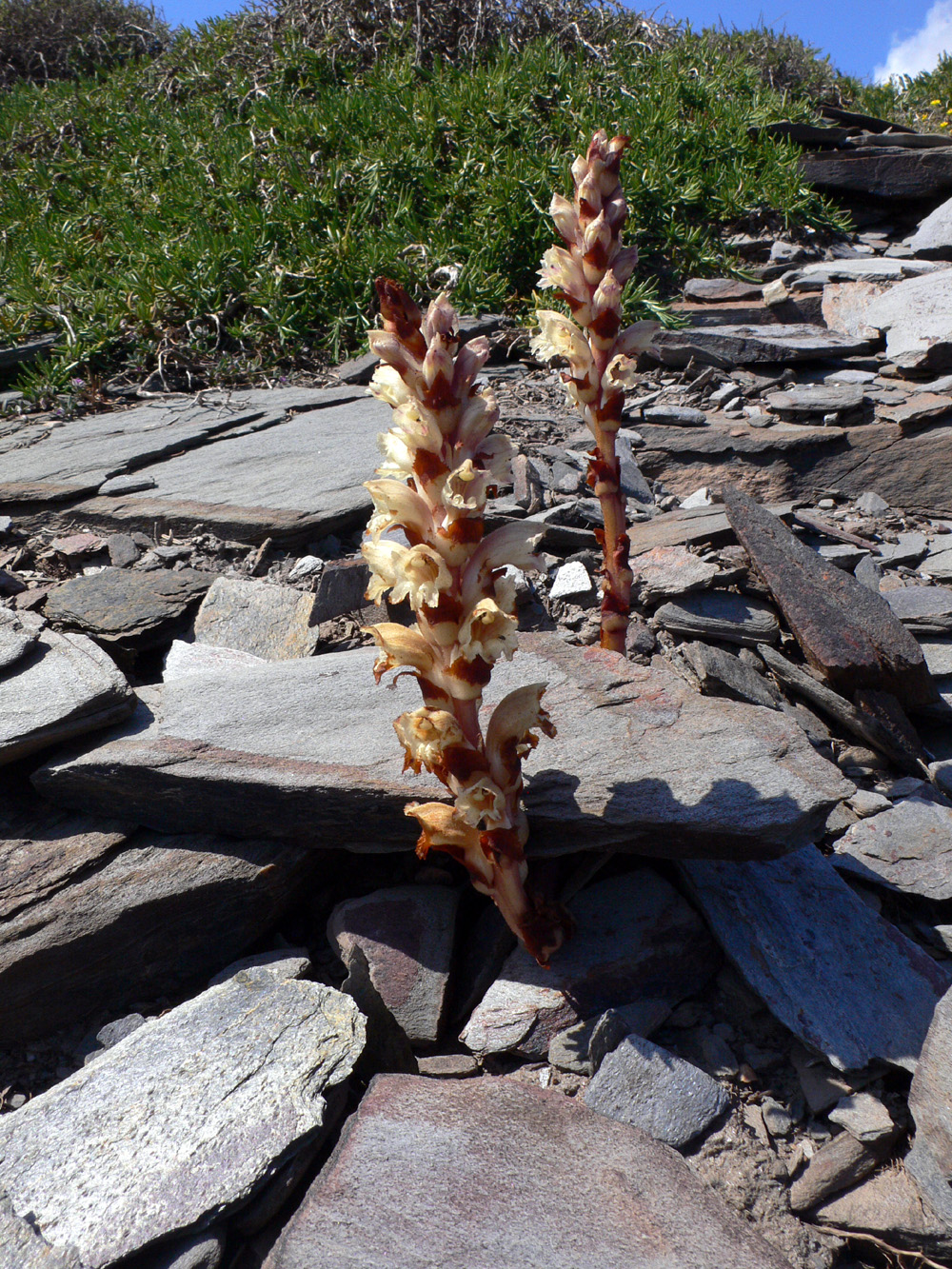
Jopo (Orobanche latisquama) Planta parásita del romero
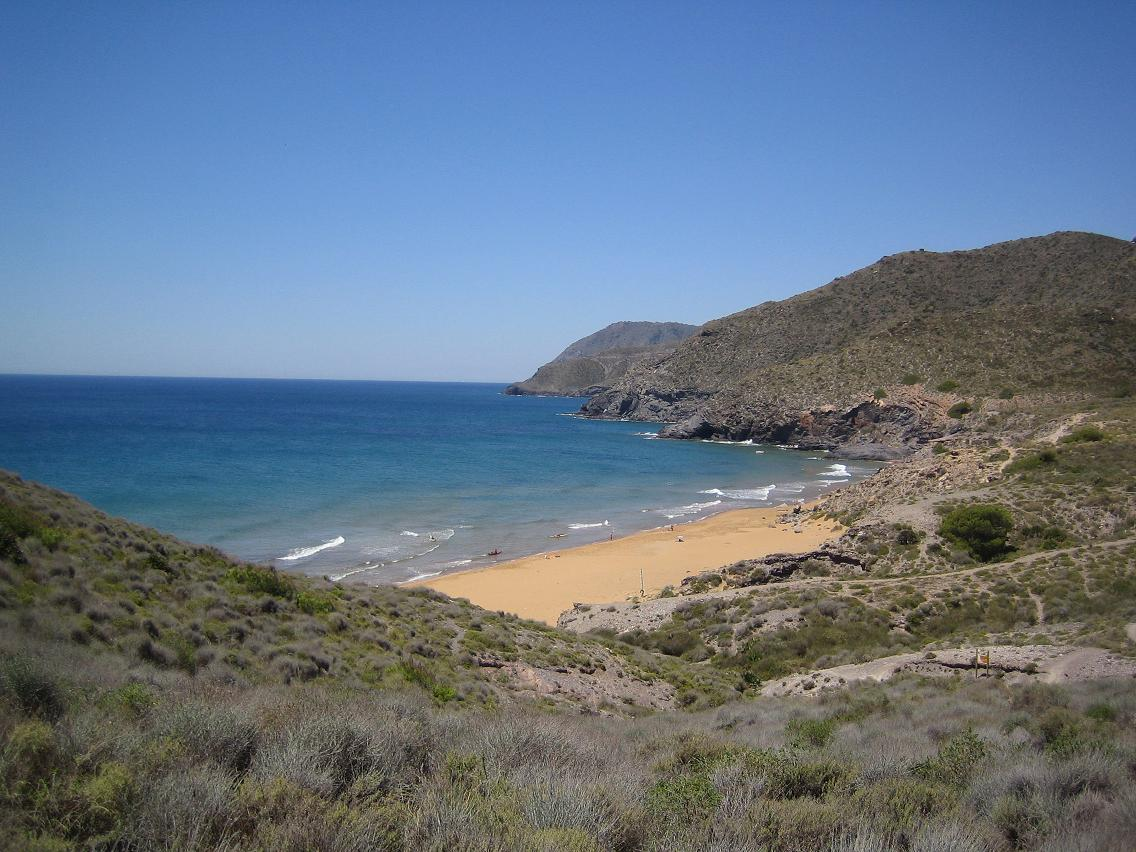
Cala Parreño
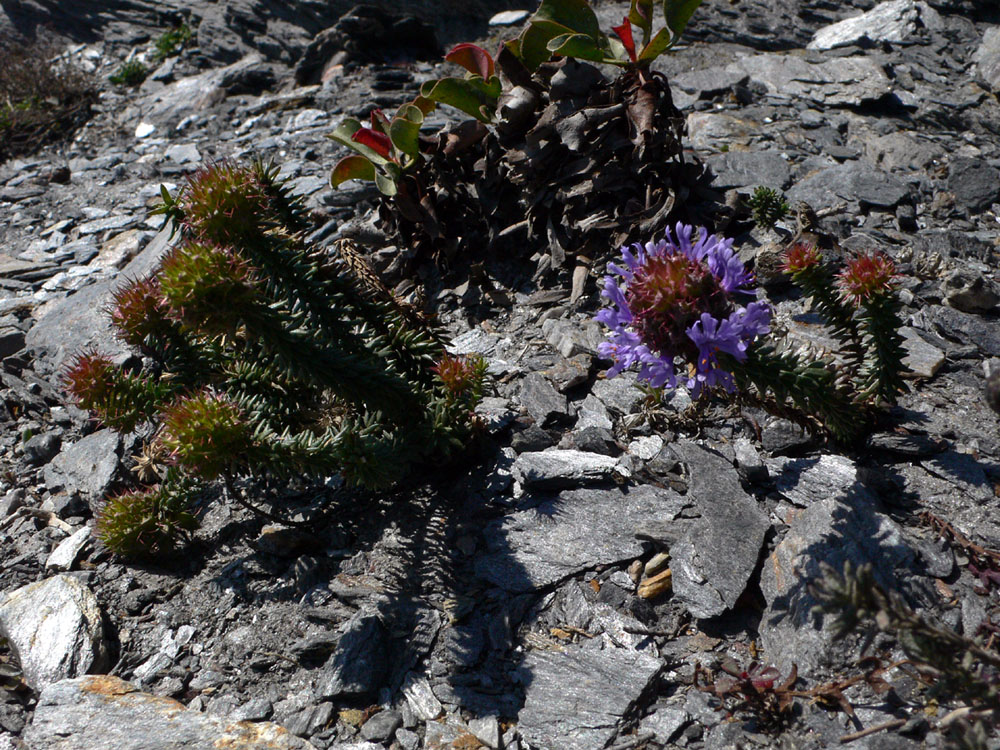
Coris monspeliensis
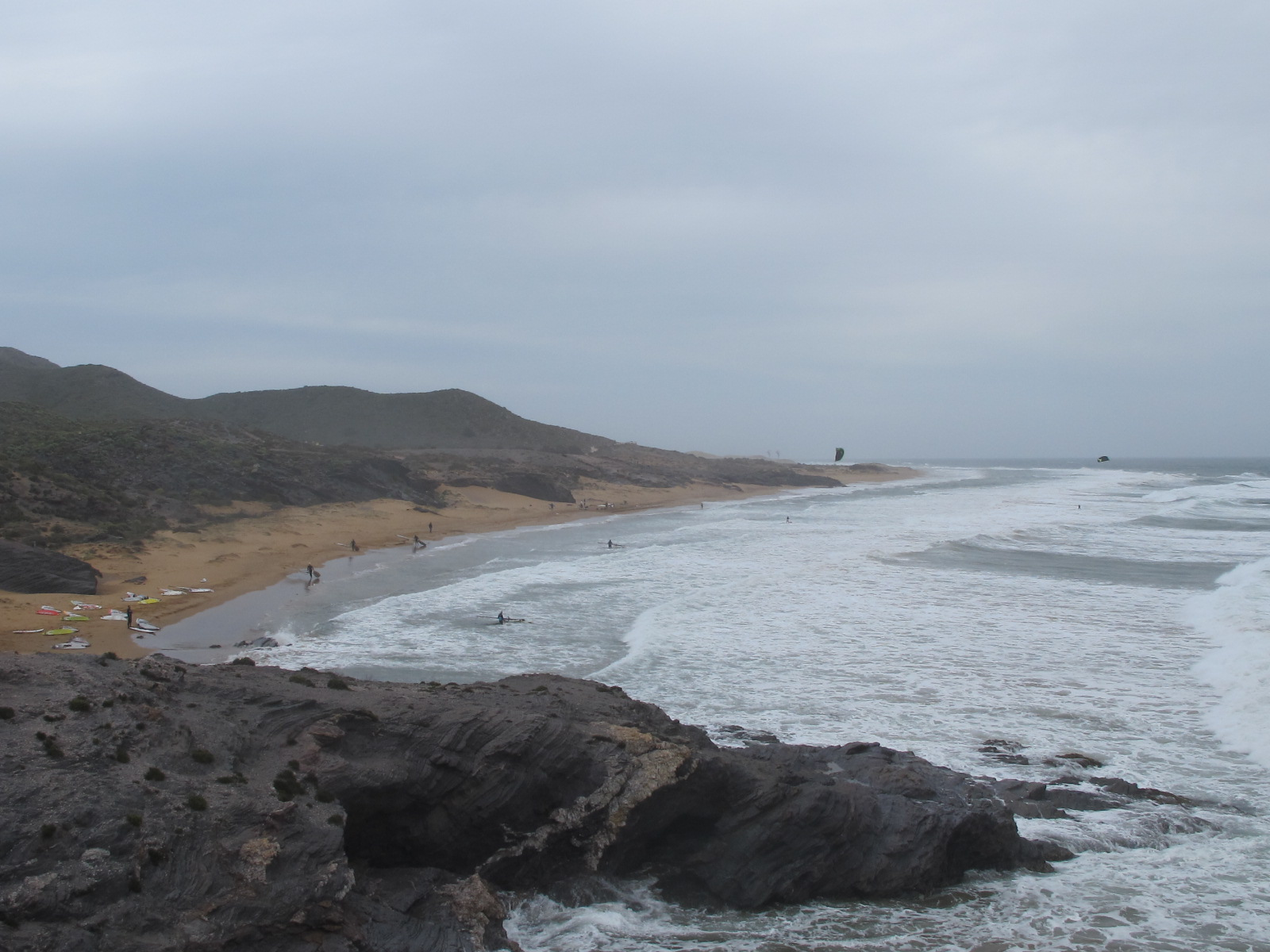
Calblanque mirando hacia Cala reona
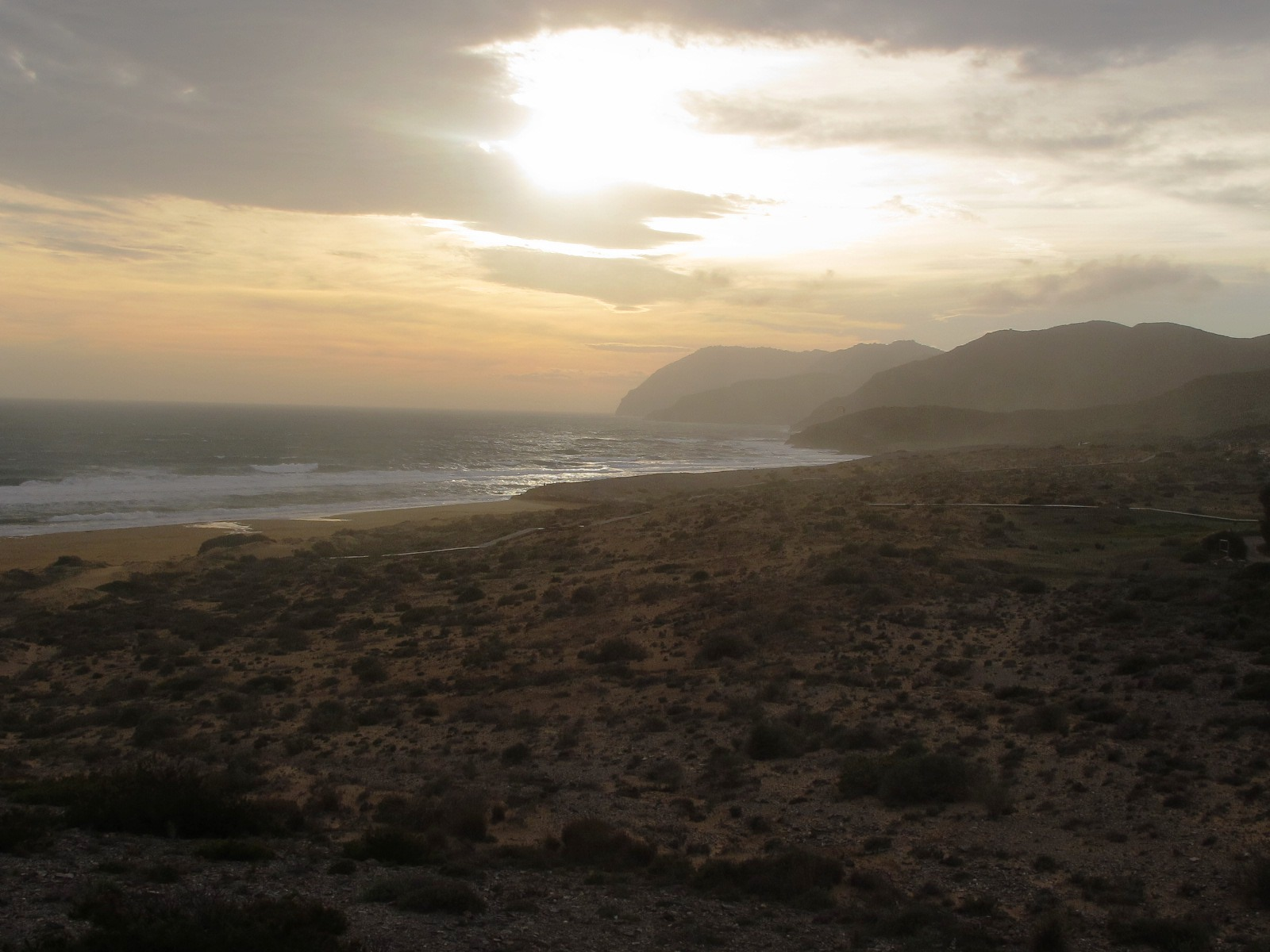
Calblanque mirando hacia peña del águila y monte de las cenizas
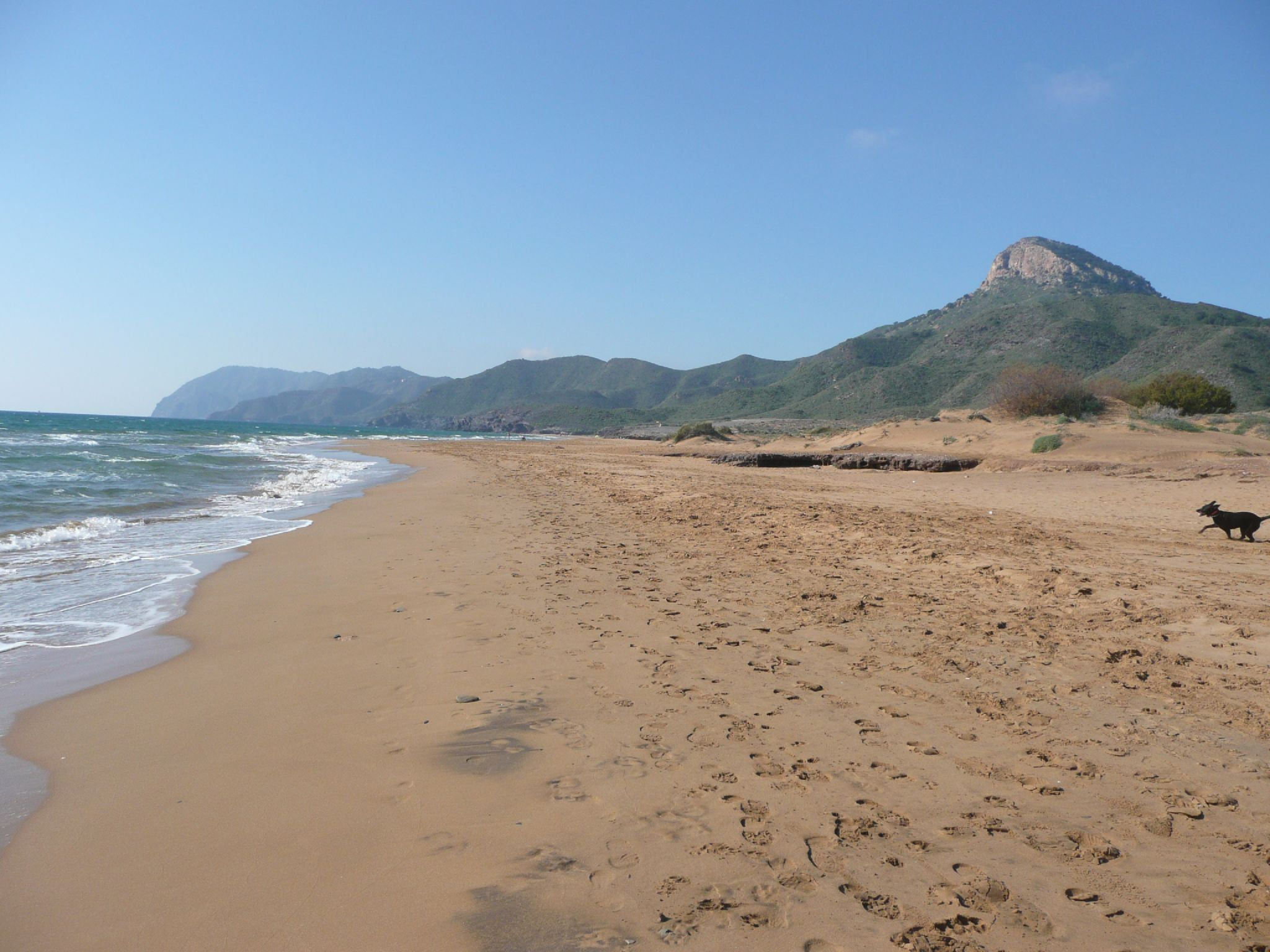
Playa de Calblanque
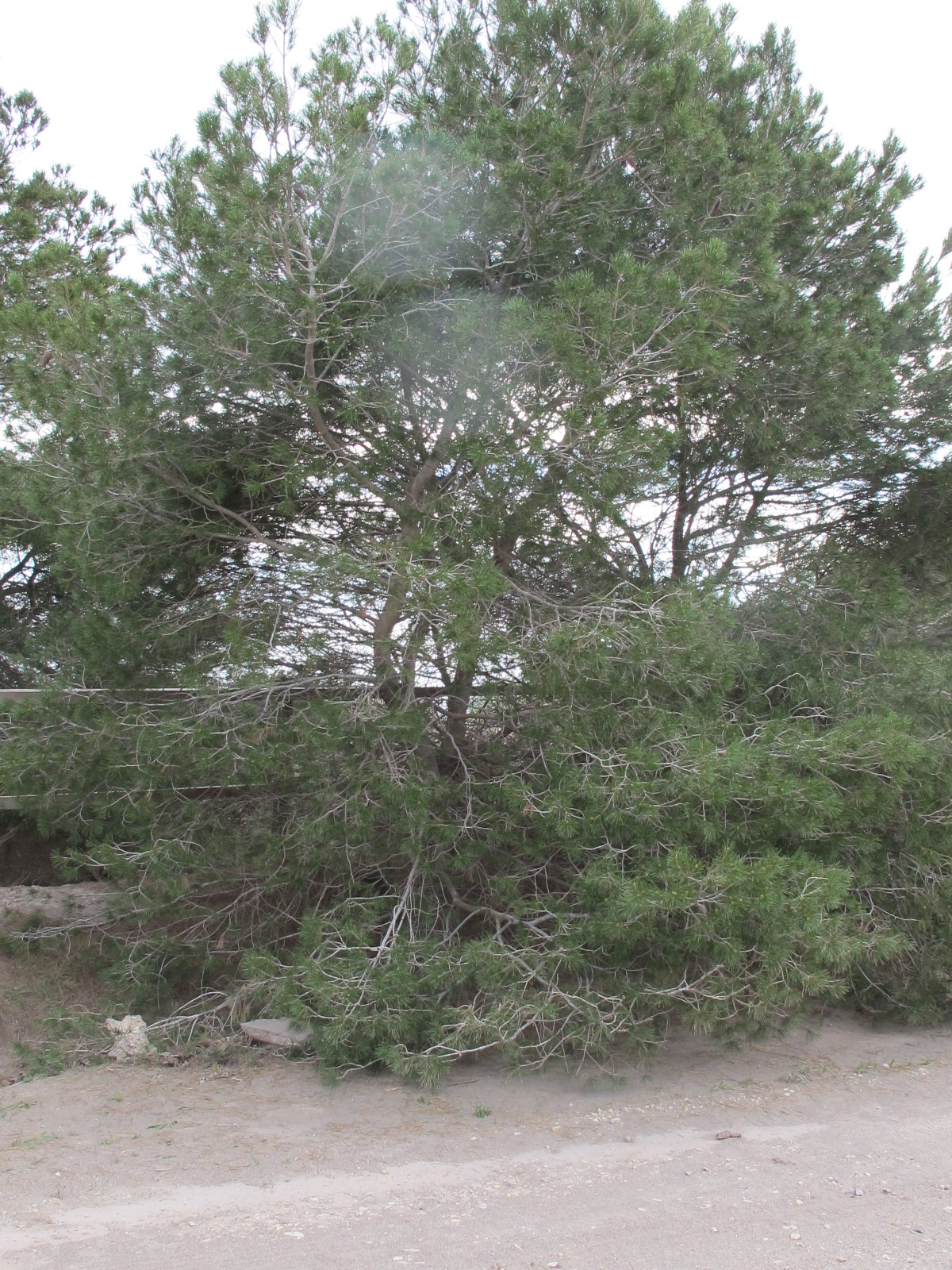
Pinus halepensis
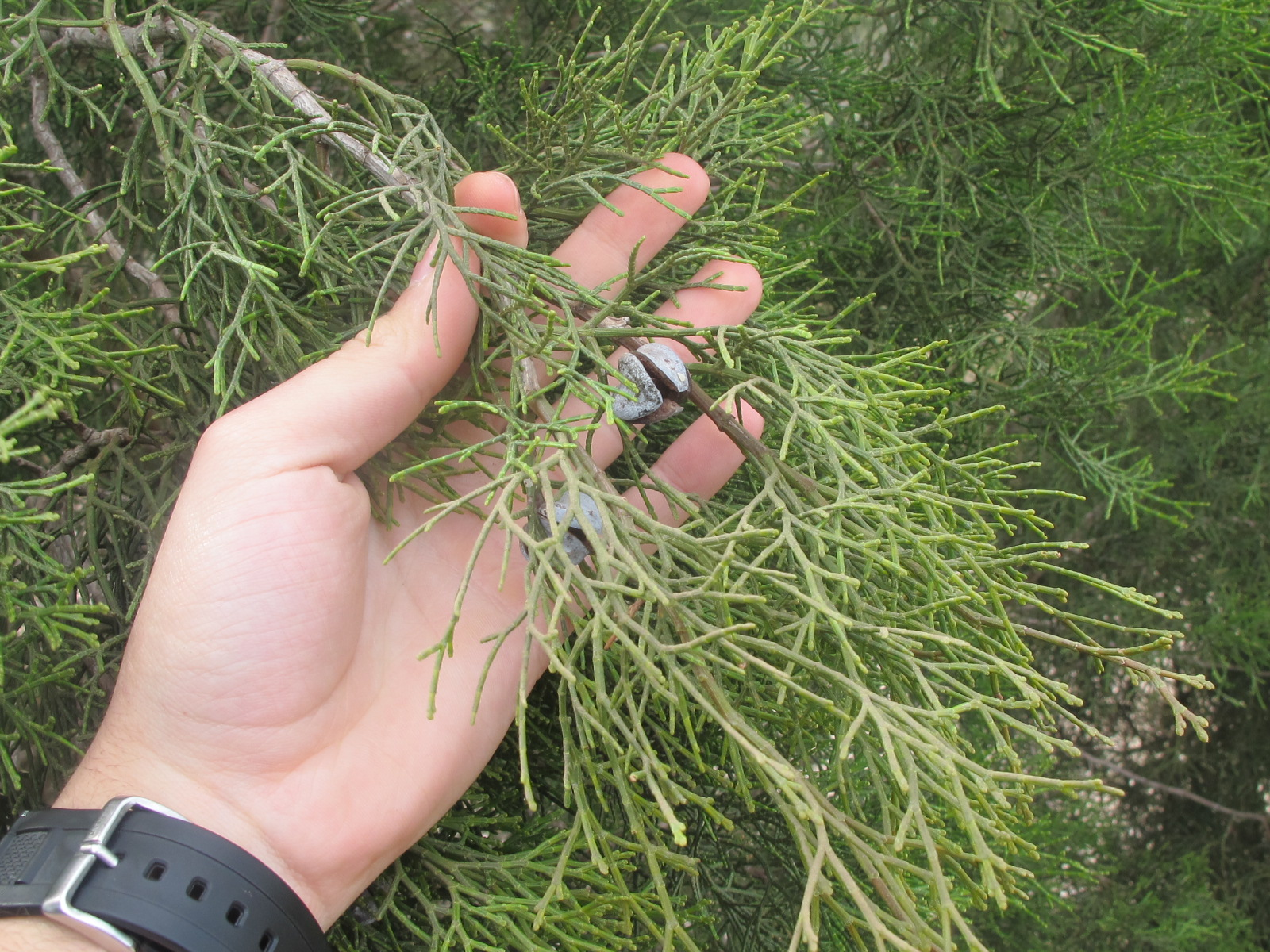
Tetraclinis articulata
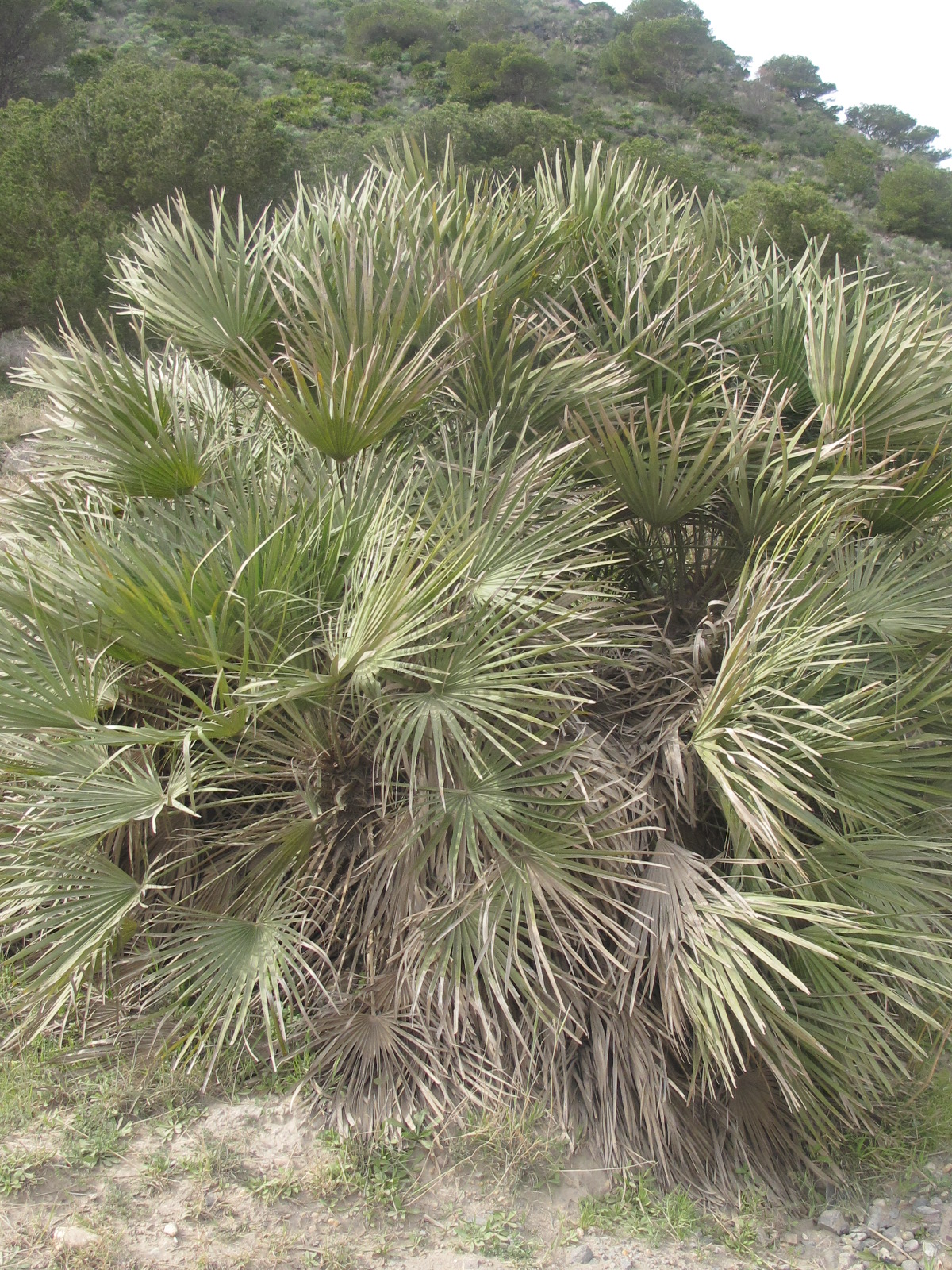
Chamaerops humilis
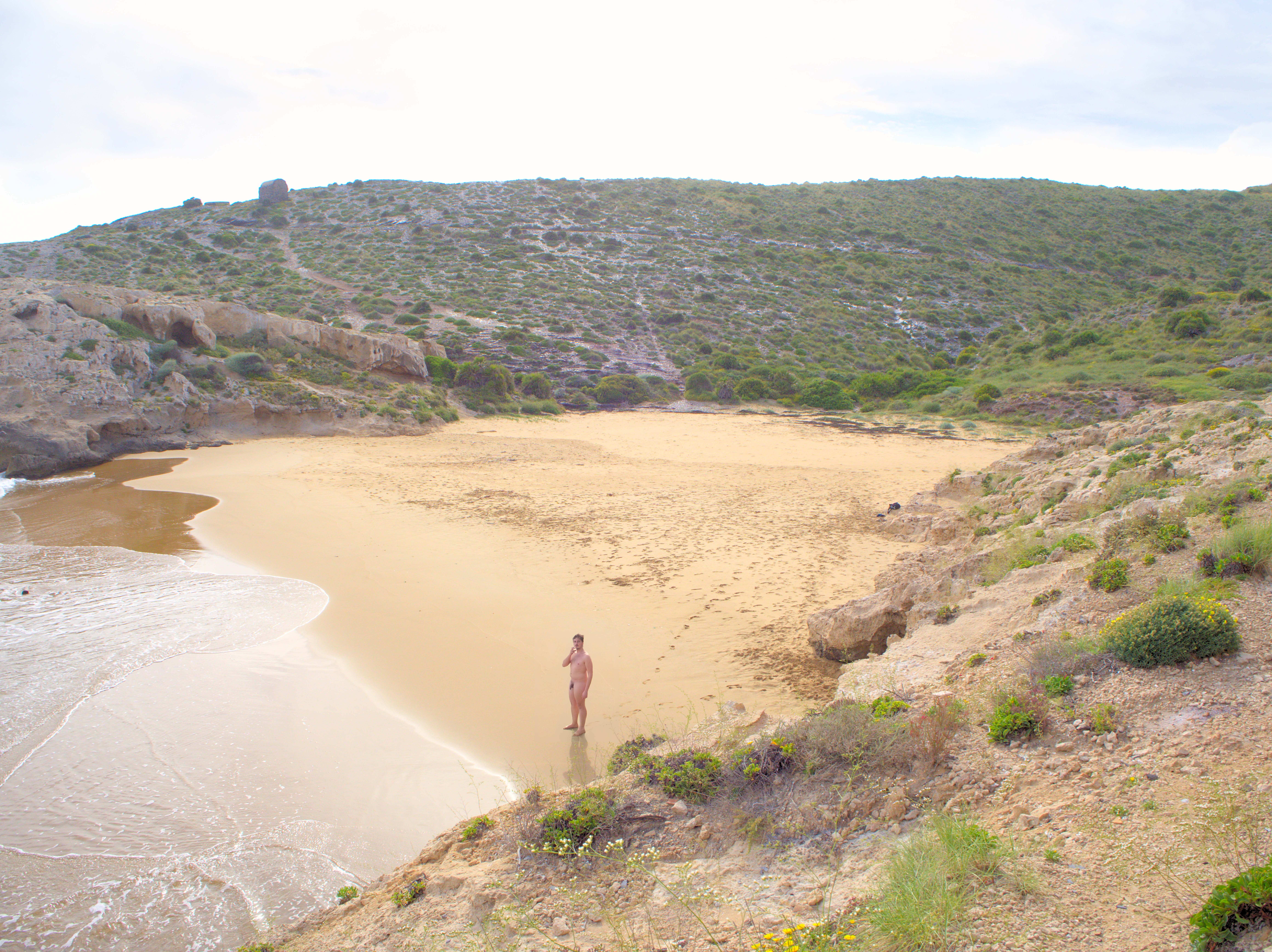
Cala de los Déntoles o cala dorada, en el sector oriental del parque.

## Valores culturales
Dentro del ámbito de protección del parque regional existen vestigios del pasado histórico. Se pueden destacar:
- Villa romana del Paturro en Portmán. Villa de época romana.
- Batería de Cenizas.
- Calzada romana de Portmán.

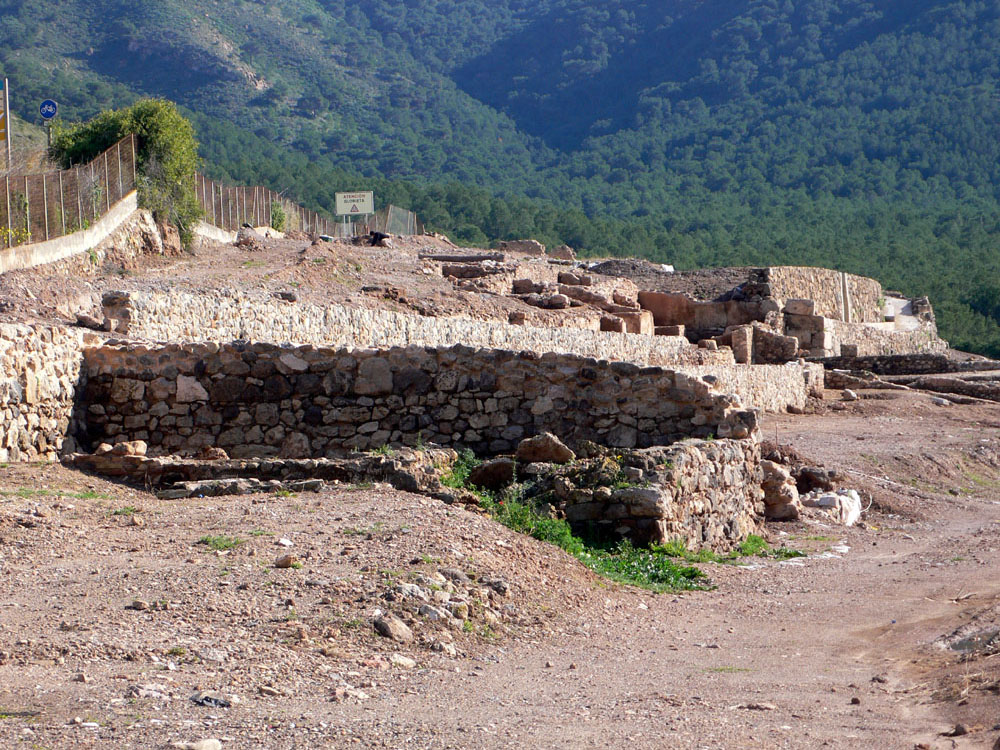
Yacimiento romano de la Villa del Paturro.
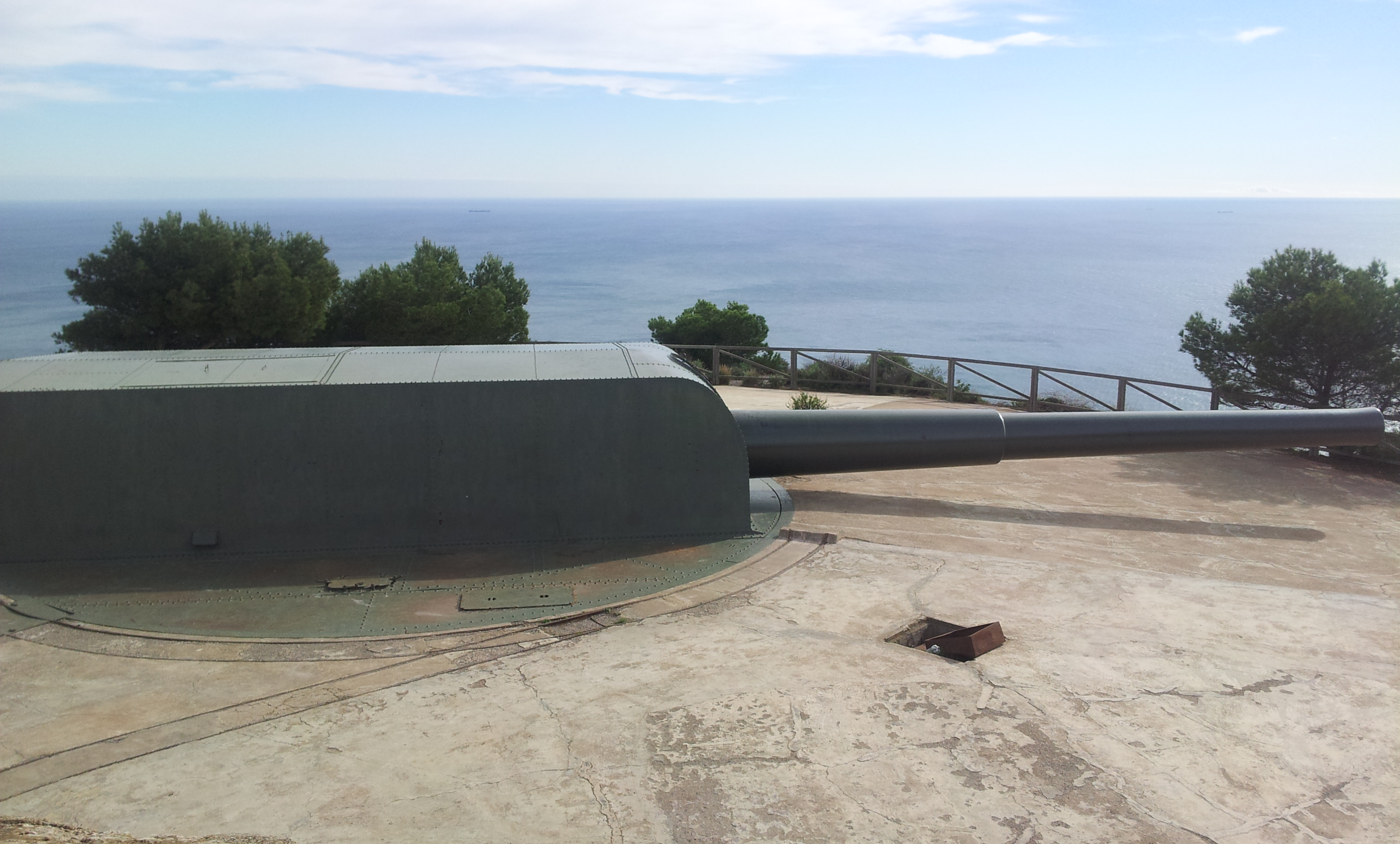
Cañón de la Batería de Cenizas

## Amenazas

### Urbanísticas
La revisión anunciada en febrero de 2010 del PGMO de Cartagena permitiría la recalificación de terrenos colindantes del parque. Debido al alto valor ecológico de la zona afectada, y al gran impacto ambiental de la urbanización proyectada, la Asociación para la Defensa de Cabo Palos' y ANSE han denunciado la situación.
Actualmente el complejo Manga Club, dentro del término de Los Belones, está ampliando sus instalaciones, y haciendo su fachada al mar aún más visible; creando un impacto visual negativo en la bahía de la cala de las Mulas y en la playa Larga de Calblanque.

## Gestión y conservación
Desde 2010, la comunidad autónoma de la Región de Murcia implementa cada verano un sistema de ordenación del acceso público motorizado al parque regional de Calblanque, Monte de las Cenizas y Peña del Águila, con el objetivo de preservar sus valores naturales y reducir la presión sobre ecosistemas frágiles como dunas, saladares y ramblas. Este sistema se regula mediante una orden anual publicada en el Boletín Oficial de la Región de Murcia (BORM), que establece la restricción del tráfico rodado particular en determinadas zonas del parque durante los meses de mayor afluencia, así como la habilitación de un servicio de transporte público alternativo mediante autobuses lanzadera desde aparcamientos disuasorios ubicados en las proximidades.
Esta medida de regulación se enmarca en las estrategias de conservación y uso público sostenible, contribuyendo a mejorar la experiencia de los visitantes y a la protección de la flora, fauna y hábitats del espacio natural. La información actualizada sobre el funcionamiento del sistema de accesos y horarios del transporte público se difunde anualmente a través de los canales oficiales del gobierno regional.